# Noblesse maltaise
La noblesse maltaise désigne l'ensemble des 32 familles maltaises anoblies à Malte et reconnues par la Royal Commission britannique de 1878. C'étaient les seules familles maltaises à pouvoir prétendre à un titre de noblesse. Lors de l’indépendance de l’État maltais le 21 septembre 1964, qui reste dans le Commonwealth avec Élisabeth II comme reine de Malte, la noblesse maltaise garde tous ses titres et privilèges. Le 13 décembre 1974, Malte quitte le Commonwealth et devient une République qui par une loi du 23 juin 1975 ne reconnait plus les titres de noblesse.

## Familles nobles maltaises
Liste des 32 familles nobles maltaises par ordre de préséance.
- Baron Djar-Il-Bniet, anobli par Louis 1er, roi de Sicile, le 4 janvier 1350
- Baron Buqana, anobli par Frédéric III, roi de Sicile, le 12 novembre 1372
- Baron Castel Cicciano, anobli par Philippe II, roi de Sicile et de Naples, le 23 mai 1560
- Baron Għariexem et Tabia, anobli par Jean-Paul de Lascaris-Castellar, grand maître de l'ordre de Saint-Jean de Jérusalem, le 16 avril 1638
- Baron Gomerino, anobli par Raimondo Perellos y Roccafull, grand maître de l'ordre de Saint-Jean de Jérusalem, le 24 décembre 1710
- Baron Budaq, anobli par Raimondo Perellos y Roccafull, grand maître de l'ordre de Saint-Jean de Jérusalem, le 23 avril 1716
- Marquis San Vincenzo Ferreri, anobli par Philippe V, roi d'Espagne, le 10 novembre 1716
- Comte Preziosi, anobli par Victor-Amédée II, roi de Sicile, le  19 octobre 1718
- Comte Ciantar-Paleologo, anobli par le pape Clément XI, le 8 novembre 1711 (préséance à Malte en 1722)
- Baron San Marciano, anobli par António Manoel de Vilhena , grand maître de l'ordre de Saint-Jean de Jérusalem, le 14 juin 1726
- Baron Tabria, anobli par António Manoel de Vilhena , grand maître de l'ordre de Saint-Jean de Jérusalem, le 11 décembre 1728
- Baron Qlejja, anobli par Raymond Despuig, grand maître de l'ordre de Saint-Jean de Jérusalem, le 2 juin 1737
- Baron Benwarrad, anobli par Raymond Despuig, grand maître de l'ordre de Saint-Jean de Jérusalem, le 18 août 1737
- Marquis de Piro, anobli par Philippe V, roi d'Espagne, le 6 novembre 1742
- Comte Baħria, anobli par Manoel Pinto da Fonseca, grand maître de l'ordre de Saint-Jean de Jérusalem, le 16 mai 1743
- Comte Catena, anobli par Manoel Pinto da Fonseca, grand maître de l'ordre de Saint-Jean de Jérusalem, le 20 janvier 1745
- Marquis Testaferrata-Olivier, anobli par Manoel Pinto da Fonseca, grand maître de l'ordre de Saint-Jean de Jérusalem, en 1745
- Marquis Cassar-Desain, anobli par Manoel Pinto da Fonseca, grand maître de l'ordre de Saint-Jean de Jérusalem, en 1749
- Comte Fournier, anobli par Marie-Thérèse, archiduchesse d'Autriche, le 29 janvier 1770
- Comte Sant, anobli par Marie-Thérèse, archiduchesse d'Autriche, le 2 décembre 1770
- Comte Mont'Alto, anobli par Ferdinand Ier, duc de Parme, le 28 décembre 1776
- Baron San Giovanni, anobli par Ferdinand Ier, roi des Deux-Siciles, le 16 juillet 1777
- Baron Buleben, anobli par Emmanuel de Rohan-Polduc, grand maître de l'ordre de Saint-Jean de Jérusalem, le 23 juillet 1777
- Marquis St. George, anobli par Emmanuel de Rohan-Polduc, grand maître de l'ordre de Saint-Jean de Jérusalem, le 6 septembre 1778
- Comte Beberrua, anobli par Emmanuel de Rohan-Polduc, grand maître de l'ordre de Saint-Jean de Jérusalem, le 23 octobre 1783
- Marquis Fiddien, anobli par Emmanuel de Rohan-Polduc, grand maître de l'ordre de Saint-Jean de Jérusalem, le 15 novembre 1785
- Marquis Taflia, anobli par Emmanuel de Rohan-Polduc, grand maître de l'ordre de Saint-Jean de Jérusalem, le 13 novembre 1790
- Comte Għajn Tuffieħa, anobli par Emmanuel de Rohan-Polduc, grand maître de l'ordre de Saint-Jean de Jérusalem, le 7 janvier 1792
- Marquis Ġnien-Is-Sultan, anobli par Emmanuel de Rohan-Polduc, grand maître de l'ordre de Saint-Jean de Jérusalem, le 1er décembre 1792
- Baron Grua, anobli par Emmanuel de Rohan-Polduc, grand maître de l'ordre de Saint-Jean de Jérusalem, le 30 décembre 1794
- Comte Senia, anobli par Emmanuel de Rohan-Polduc, grand maître de l'ordre de Saint-Jean de Jérusalem, le 6 juin 1795
- Marquis Għajn Qajjed, anobli par Emmanuel de Rohan-Polduc, grand maître de l'ordre de Saint-Jean de Jérusalem, le 4 juin 1796

Il n'est pas fait mention ici des familles maltaises qui ont été distinguées d'un titre étranger puisque ceux-ci n'ont pas été validés par la Royal Commission. Il n'est pas non plus fait mention de toutes les familles étrangères ayant porté un titre maltais comme les comtes et Marquis de Malte ou les grands maîtres de l'ordre de Saint-Jean de Jérusalem qui portaient le titre de prince de Malte.

### Préséance
L'ordre traditionnel des titres : marquis, comte, baron n'est pas dans la tradition maltaise. La question a été soulevée et a été officiellement réglée, avant 1975, de la préséance. Devait-elle être basée sur l'ancienneté du titre suivant la tradition maltaise ou sur l'importance du titre ?
C'est la tradition maltaise, qui au contraire de la tradition britannique, a été retenue ; le marquis San Vincenzo Ferreri doit préséance aux barons l'ayant précédé comme le baron Budaq, le marquis Testaferrata-Olivier au comte Catena, comme le comte Senia doit préséance au baron Grua.
Tous devaient préséance aux grands maîtres, princes de Malte, pendant la période hospitalière et évidemment à la reine pendant la période de l’État de Malte et à la noblesse britannique suivant l'ordre de préséance traditionnel pendant la période britannique. Pendant la période française Bonaparte avait supprimé les titres de noblesse maltais comme la République l'avait fait en France.

## Familles subsistantes de la noblesse maltaise
Le 23 juin 1975, la République de Malte vote une loi, n'abrogeant pas ou ne supprimant pas les titres de noblesses maltais, mais spécifie que tous les titres de noblesse doivent être ignorés par tous les officiers ministériels et tous les agents de l’État. Les 32 titres de noblesse maltais tombent dans le domaine privé et leur emploi reste à la discrétion des nobles maltais dans la mesure où leurs utilisations n'interfèrent pas avec la vie publique et/ou officielle.
Liste des 31 familles subsistantes de la noblesse maltaise en 1975 par ordre alphabétique, (quatre titres étant alliés et portés par deux familles) :
- Baħria
- Beberrua
- Benwarrad
- Budaq
- Cassar-Desain
- Castel Cicciano
- Catena
- Ciantar-Paleologo
- De Piro
- Djar-Il-Bniet et Buqana
- Fiddien
- Fournier
- Għajn Qajjed
- Għajn Tuffieħa
- Għariexem et Tabia
- Ġnien-Is-Sultan
- Gomerino
- Grua
- Mont'Alto et Buleben
- Preziosi
- Qlejja
- St. George
- San Giovanni
- San Marciano
- San Vicenzo Ferreri
- Sant
- Senia
- Spiteri
- Tabria
- Taflia
- Testaferrata-Olivier

## Sources
- (en) Charles A. Gauci, A Guide to the Maltese Nobility, PEG - Publishers Entreprise Group, Malta, 1986